# Najas
O termo Najas é a designação comum às ervas do gênero Najas, da família das najadáceas, que reúne cerca de 32 espécies. Possuem raízes, folhas estreitas, um pouco invaginadas, frequentemente com duas pequenas escamas, flores geralmente solitárias, axilares, e frutos indeiscentes. De distribuição cosmopolita, ocorrem em águas frescas, e algumas são daninhas, especialmente aos arrozais, mas também são importantes como alimento para peixes, como fertilizantes verdes etc.

## Espécies
- Najas flexilis
- Najas intermedia
- Najas marina sin. Najas major
- Najas minor

## Classificação do gênero
| Sistema | Classificação                   | Referência               |
| ------- | ------------------------------- | ------------------------ |
| Linné   | Classe Dioecia, ordem Monandria | Species plantarum (1753) |